# Ionisation

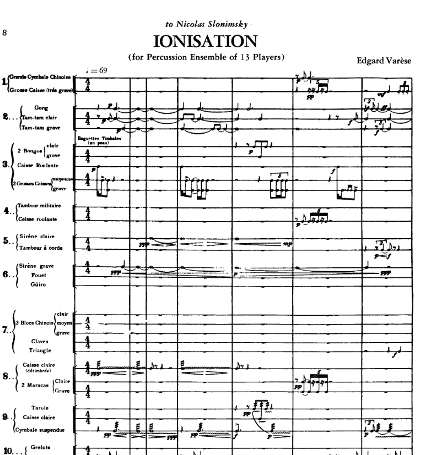
Een stuk van de bladmuziek van Ionisation

Ionisation (1929–1931) is een compositie voor een slagwerkorkest door Edgard Varèse. Het stuk is gecomponeerd voor dertien instrumentalisten, voornamelijk slagwerkers, maar ook een piano en sirenes worden bespeeld.
Het was een van de eerste composities voor een concertzaal, die uitsluitend voor een slagwerkensemble was geschreven. In het tijdschrift Tempo schrijft slagwerker Brian Holder: "Het werk gaf het belangrijke besef aan, dat ongestemde percussie (waarbij piano en andere gestemde instrumenten aan het eind invallen) op zichzelf kon staan als een serieuze vorm van concertmuziek – een relatief onontgonnen concept in die tijd."
De première vond plaats in Carnegie Chapter Hall, een dependance van Carnegie Hall in New York City, op 6 maart 1933, onder leiding van Nicolas Slonimsky, aan wie het stuk later werd opgedragen. Een criticus beschreef de uitvoering als "een klap in het gezicht".

## Instrumentatie
3 bastrommels (medium, groot, extra groot), 2 Timp toms, 2 Kleine trommels (snaredrums), tarole (een soort piccolo snare), 2 bongo's, tamboerijn, marsdrum, crashcimbaal, hangende cimbaal, 3 tamtams, gong, 2 aambeelden, 2 triangels, belstaf, koebel, buisklokken, glockenspiel (met resonatoren), piano, 2 tempelblokken, claves, maracas, castagnetten, klepels, guiro, hoge en lage sirenes en een "friction drum" (een grote wrijvingstrommel).

## Muziek
De titel van het stuk is gekozen op basis van het variëren van de muzikale 'cellen', net zoals moleculen, die ook ioniseren. In de natuurkunde geldt als basisregel, dat er altijd iets nieuws te ontdekken was, hetgeen volgens Varèse ook moest gelden in de muziekstudie. Naast natuurkundige verschijnselen noemde Varèse ook de futuristische kunstenaars Luigi Russolo en Filippo Tommaso Marinetti als inspiratiebronnen voor dit werk. Het muzikale effect ontstaat door het gevoelige en contrasterende samenspel van de instrumenten. Er zijn slaginstrumenten zonder vaste stemming (bass drum, snaredrum, cimbalen), gestemde instrumenten zoals piano en buisklokken, en instrumenten met een variabele stemming (sirene, wrijvingstrommel). Dit creëert een complexe structuur van verschillende ritmes en klankkleuren.
Ionisation is een inspiratiebron voor Frank Zappa, voor de percussiestukken van John Cage en als wegwijzer naar Iannis Xenakis Persephassa en Wolfgang Rihms Tutuguri.